# Tolvfors
Tolvfors est le nom d'une propriété et d'une fonderie de la paroisse de Valbo, dans la province suédoise de Gästrikland, sur le territoire de la commune de Gävle du comté de Gävleborg.
La fonderie fut établie en 1644 et cessa ses activités à la fin du XIXe siècle. Le botaniste Pehr Löfling (1729-1756) y est né le 31 janvier 1729.
Tolvfors accueille aussi une centrale hydroélectrique dont la mise en service remonte au 18 mars 1926.